# Agnieszka wrocławska (1230/1236–po 1277)
Agnieszka wrocławska (ur. zapewne między 1230 a 1236, zm. 14 maja po 1277) – księżniczka śląska z dynastii Piastów, cysterka trzebnicka, ksieni klasztoru w latach 1269/1272–1278.
Córka księcia śląskiego, krakowskiego i wielkopolskiego Henryka II Pobożnego i Anny, córki króla Czech Przemysła Ottokara I.

## Życiorys
Data urodzenia Agnieszki nie jest znana, urodziła się najpewniej między 1230 a 1236. Narodziny przed 1230 są mało prawdopodobne, w przeciwnym razie Agnieszka powinna zostać wspomniana jako przebywająca w trzebnickim klasztorze w Żywocie św. Jadwigi (powstałym w 1300), opisie życia jej babki Jadwigi Śląskiej, która w tym klasztorze przebywała do swej śmierci w 1243. Nie urodziła się natomiast po 1236, gdyż najpóźniej w 1248 została zakonnicą, co oznacza, że najdalej w 1248 zgodnie z ówcześnie obowiązującym prawem kanonicznym osiągnęła wiek sprawny wynoszący 12 lat. Rodzicami Agnieszki byli Henryk II Pobożny i Anna Przemyślidka. Piastówna uznawana jest za jedno z młodszych dzieci tej pary książęcej. W Genealogii św. Jadwigi (powstałej równocześnie z Żywotem) została wymieniona na drugim miejscu wśród córek księcia śląskiego, w historiografii przyjmuje się jednak, że była młodsza od sióstr, które zostały wydane za mąż: Gertrudy, Konstancji i Elżbiety. Wśród znanych z imienia dzieci Henryka Pobożnego i Anny zajmuje umownie ósme miejsce pod względem wieku, między Konradem I a Władysławem. Nazwano ją imieniem noszonym wcześniej przez cztery kobiety związane ze śląską linią Piastów: praprababkę Agnieszkę – żonę protoplasty Piastów śląskich Władysława Wygnańca, prababkę Agnieszkę – matkę Jadwigi Śląskiej, ciotkę Agnieszkę – siostrę jej ojca, a także ciotkę Agnieszkę  – siostrę jej matki.
Na okres wychowania została oddana do trzebnickiego klasztoru cysterek, którego ksienią była wówczas jej ciotka Gertruda. W Trzebnicy wpływ na wychowanie Piastówny miała prowadząca świątobliwy żywot babka Jadwiga Śląska. Być może, podobnie jak jej siostra Elżbieta, Agnieszka została zabrana z klasztoru przez brata Bolesława Rogatkę z zamiarem wydania za mąż z pobudek politycznych. Plan małżeński względem niej miał jednak upaść, w związku z czym Agnieszka powróciła do Trzebnicy.
Cysterką trzebnicką została najpóźniej w 1248. W tym bowiem roku jako zakonnica towarzyszyła ciotce Gertrudzie w podróżach do książąt, z którymi łączyły je więzy pokrewieństwa, w celu wyjednywania przywilejów i darowizn na rzecz klasztoru. Wstawiennictwo dla zgromadzenia Agnieszka uzyskała również na zjeździe pod Dankowem w 1262 (m.in. także od księżnej Kingi), co poświadcza dokument księcia Bolesława Pobożnego. W 1267 lub 1268 wzięła udział w translacji swej babki Jadwigi Śląskiej. Między 1269 a 1272 została ksienią klasztoru. Jak wynika z uchwały kapituły generalnej z 1278, stało się to wbrew woli Agnieszki, pod groźbą nałożenia na nią kar zakonnych. Nie wiadomo, czy była bezpośrednią następczynią swej ciotki Gertrudy, zmarłej najwcześniej 30 grudnia 1268, czy też – do czego przychyla się literatura – drugą po niej opatką, po Petroneli. Wbrew cysterskim statutom posiadała osobiste dochody, o czym informuje list papieża Grzegorza X z 2 stycznia 1273, w którym występuje z tytułem ksieni trzebnickiej. W 1278 zrezygnowała z pełnionego urzędu. Jako wnuczka fundatorów klasztoru zastrzegła sobie jednak kontrolę nad jego majątkiem.
Dalsze losy Agnieszki nie są znane. Zmarła najprawdopodobniej 14 maja, nie wiadomo jednak, w którym roku. Ze względu na to, że ostatni raz występuje w źródłach w roku 1278, jej śmierć datuje się na ten rok lub następne. Została pochowana w klasztorze w Trzebnicy.